# Messias (Händel)

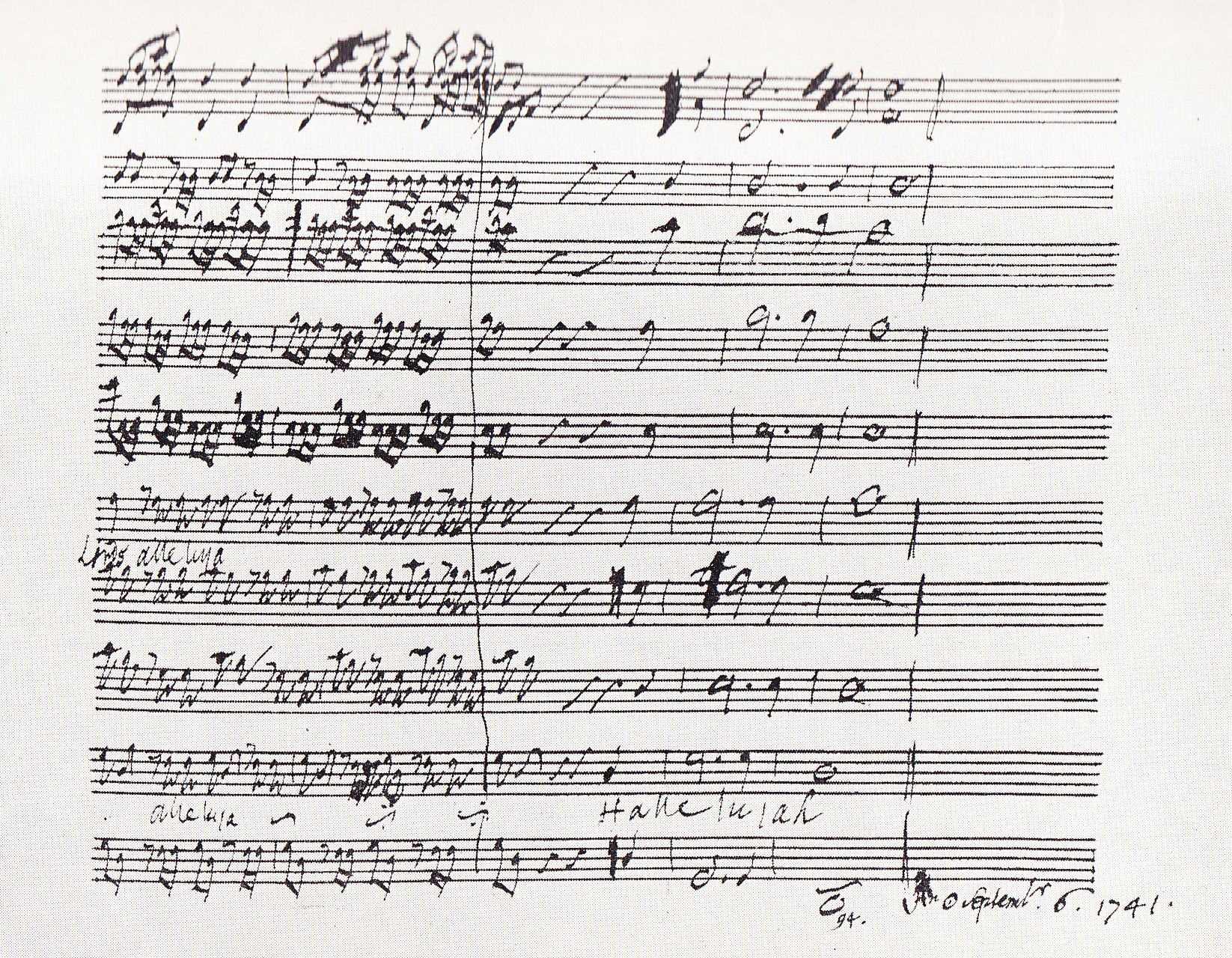
Händels originalnoter. Sista takterna av Hallelujakören.

Messias (HWV 56) är ett oratorium från 1742 för solister, kör, orgel, cembalo och orkester av Georg Friedrich Händel. 

## Historia
Verket komponerades under 1741 och var från början avsett att framföras vid påsk. Det uruppfördes vid en välgörenhetskonsert i Dublin den 13 april 1742. Det blev omedelbart en stor framgång och Händel uppförde det årligen fram till sin död till förmån för Londons barnsjukhus. 
Senare har oratoriet kommit att förknippas med advent. De inledande avsnitten använder samma texter som många av advents- och jultidens epistlar och evangelieläsningar. Nummer 2-4 kommer exempelvis från Deuterojesaja och läses som epistlar - eller numera, i Svenska kyrkan, som särskild gammaltestamentlig textserie - under advent. 
På julkonserter framförs ofta enbart den första delen av oratoriet plus den mycket kända Hallelujakören. I verket finns en sopranaria med originaltiteln I Know that my Redeemer Liveth som ofta framförs vid kristna begravningar. Den var också ett den svenska sångerskan Jenny Linds paradnummer. 
Oratoriet är ett stående evenemang på många kyrkokörers repertoar inför jul. Det svenska uruppförandet ägde rum i Stockholm 1786 och oratoriet uppfördes första gången i Stockholmsoperans regi i Storkyrkan den 8 december 1928.

## Innehåll
Texten består av ett antal citat ur Bibeln sammanställda av Händels vän och mecenat Charles Jennens. Till skillnad från Händels övriga oratorier dramatiserar detta inte en enskild episod ur skriften och har inget avgränsat persongalleri. Det är således mer lyriskt än dramatiskt till sin struktur, men sammanfattar ändå en huvudlinje i en traditionell kristen uppfattning av Bibeln som helhet. Messias är Händels mest kända verk, särskilt utanför England.
Texten handlar om förutsägelserna om Messias i Gamla testamentet och därefter om Jesu verk, hans födelse, verksamhet, död, uppståndelse och gudsfolkets frälsning genom honom.  
Oratoriet består av tre delar och innehåller ett antal körstycken, solistarior, recitativ och två orkestersatser. Messias finns i flera versioner, som går tillbaka på Händels upprepade omarbetningar. Numreringen av satser nedan dels efter Händel-Gesellschafts utgåva av Händels verk Hallische Händel-Ausgabe, dels efter Novello vocal score (1959), som bygger på numrering av Ebenezer Prout.
| Nr (HG) | Nr (N) | Titel                                          | Titel i tysk översättning av Christoph Daniel Ebeling | Form / Stämmor                         | Ljudinspelning                       |                                      |
| Del 1   | Del 1  | Frälsaren och hans förestående födelse         | Frälsaren och hans förestående födelse                | Frälsaren och hans förestående födelse |                                      |                                      |
| 1.      | 1.     | Sinfonia                                       | Sinfonia                                              | Ouvertyr                               |                                      |                                      |
| 2.      | 2.     | Comfort ye my people                           | Tröstet Zion!                                         | Accompagnato (Tenor)                   |                                      |                                      |
| 3.      | 3.     | Ev’ry valley shall be exalted                  | Alle Tale macht hoch och erhaben                      | Aria (Tenor)                           |                                      |                                      |
| 4.      | 4.     | And the glory, the glory of the Lord           | Denn die Herrlichkeit Gottes des Herrn                | Kör                                    |                                      |                                      |
| 5.      | 5.     | Thus saith the Lord                            | So spricht der Herr                                   | Accompagnato (Bas)                     |                                      |                                      |
| 6.      | 6.     | But who may abide                              | Doch wer mag ertragen den Tag seiner Ankunft          | Aria (Alt)                             |                                      |                                      |
| 7.      | 7.     | And He shall purify                            | Und er wird reinigen die Kinder Levi                  | Kör                                    |                                      |                                      |
|         | 8.     | Behold, a virgin shall conceive                | Denn sieh! Eine Jungfrau wird schwanger               | Recitativ (Alt)                        |                                      |                                      |
| 8.      | 9.     | O thou that tellest                            | O du, die Wonne verkündet in Zion                     | Aria (Alt) och Kör                     |                                      |                                      |
| 9.      | 10.    | For behold, darkness shall cover the earth     | Blick auf! Nacht bedeckt das Erdreich                 | Accompagnato (Bas)                     |                                      |                                      |
| 10.     | 11.    | The people that walked in darkness             | Das Volk, das im Dunkeln wandelt                      | Aria (Bas)                             |                                      |                                      |
| 11.     | 12.    | For unto us a Child is born                    | Uns ist zum Heil ein Kind geboren                     | Kör                                    |                                      |                                      |
| 12.     | 13.    | Mellanspel                                     |                                                       | Pastoralsymfoni                        |                                      |                                      |
|         | 14.a   | There were shepherds                           | Es waren Hirten beisammen auf dem Felde               | Recitativ (Sopran)                     |                                      |                                      |
| 13.     | 14.b   | And lo, the angel of the Lord                  | Und sieh! Der Engel des Herrn trat zu ihnen           | Accompagnato (Sopran)                  |                                      |                                      |
|         | 15.    | And the angel said unto them                   | Und der Engel sprach zu ihnen                         | Recitativ (Sopran)                     |                                      |                                      |
| 14.     | 16.    | And suddenly there was with the angel          | Und alsobald war da bei dem Engel                     | Accompagnato (Sopran)                  |                                      |                                      |
| 15.     | 17.    | Glory to God in the highest                    | Ehre sei dir Gott in der Höhe                         | Kör                                    |                                      |                                      |
| 16.     | 18.    | Rejoice greatly, O daughter of Zion            | Erwach' zu Liedern der Wonne                          | Aria (Sopran)                          |                                      |                                      |
|         | 19.    | Then shall the eyes of the blind               | Dann tut das Auge des Blinden sich auf                | Recitativ (Alt)                        |                                      |                                      |
| 17.     | 20.    | He shall feed His flock                        | Er weidet seine Herde                                 | Duett (Alt, Sopran)                    |                                      |                                      |
| 18.     | 21.    | His yoke is easy                               | Sein Joch ist sanft                                   | Kör                                    |                                      |                                      |
| Del 2   | Del 2  | Kristi lidande, död och uppståndelse           | Kristi lidande, död och uppståndelse                  | Kristi lidande, död och uppståndelse   | Kristi lidande, död och uppståndelse | Kristi lidande, död och uppståndelse |
| 19.     | 22.    | Behold the Lamb of God                         | Kommt her och seht das Lamm!                          | Kör                                    |                                      |                                      |
| 20.     | 23.    | He was despised                                | Er ward verschmähet                                   | Aria (Alt)                             |                                      |                                      |
| 21.     | 24.    | Surely, He hath borne our grieves              | Wahrlich, wahrlich                                    | Kör                                    |                                      |                                      |
| 22.     | 25.    | And with His stripes we are healed             | Durch seine Wunden sind wir geheilet                  | Kör                                    |                                      |                                      |
| 23.     | 26.    | All we like sheep                              | Wie Schafe geh'n                                      | Kör                                    |                                      |                                      |
| 24.     | 27.    | All they that see Him                          | Und alle, die ihn seh'n                               | Accompagnato (Tenor)                   |                                      |                                      |
| 25.     | 28.    | He trusted in God                              | Er trauete Gott                                       | Kör                                    |                                      |                                      |
| 26.     | 29.    | Thy rebuke hath broken His heart               | Die Schmach bricht ihm sein Herz                      | Accompagnato (Tenor)                   |                                      |                                      |
| 27.     | 30.    | Behold, and see if there be any sorrow         | Schau hin och sieh!                                   | Arioso (Tenor)                         |                                      |                                      |
| 28.     | 31.    | He was cut off out of the land                 | Er ist dahin aus dem Lande der Lebenden               | Accompagnato (Tenor)                   |                                      |                                      |
| 29.     | 32.    | But Thou didst not leave                       | Doch du ließest ihn im Grabe nicht                    | Aria (Tenor)                           |                                      |                                      |
| 30.     | 33.    | Lift up your heads                             | Machet das Tor weit                                   | Kör                                    |                                      |                                      |
|         | 34.    | Unto which of the angels                       | Zu welchen von den Engeln hat er je gesagt            | Recitativ (Tenor)                      |                                      |                                      |
| 31.     | 35.    | Let all the angels of God worship Him          |                                                       | Kör                                    |                                      |                                      |
| 32.     | 36.    | Thou art gone up on high                       |                                                       | Aria (Alt)                             |                                      |                                      |
| 33.     | 37.    | The Lord gave the word                         | Der Herr gab das Wort                                 | Kör                                    |                                      |                                      |
| 34.     |        | How beautiful are the feet                     | Wie lieblich ist der Boten Schritt                    | Duett (Alt I, II) och Kör              |                                      |                                      |
| 34a.    | 38.    | How beautiful are the feet                     | Wie lieblich ist der Boten Schritt                    | Aria (Sopran)                          |                                      |                                      |
| 35.     |        | Their sound is gone out                        | Ihr Schall ging aus                                   | Arioso (Tenor)                         |                                      |                                      |
| 35a.    | 39.    | Their sound is gone out                        | Ihr Schall ging aus                                   | Kör                                    |                                      |                                      |
| 36.     | 40.    | Why do the nations so furiously rage together? | Warum entbrennen die Heiden                           | Aria (Bas)                             |                                      |                                      |
| 37.     | 41.    | Let us break their bonds asunder               | Brecht entzwei die Ketten alle                        | Kör                                    |                                      |                                      |
|         | 42.    | He that dwelleth in heaven                     | Der da wohnet im Himmel                               | Recitativ (Tenor)                      |                                      |                                      |
| 38.     | 43.    | Thou shalt break them                          | Du zerschlägst sie mit dem Eisenszepter               | Aria (Tenor)                           |                                      |                                      |
| 39.     | 44.    | Hallelujah!                                    | Halleluja!                                            | Kör                                    |                                      |                                      |
| Del 3   | Del 3  | Kristus prisas som världens frälsare           | Kristus prisas som världens frälsare                  | Kristus prisas som världens frälsare   | Kristus prisas som världens frälsare | Kristus prisas som världens frälsare |
| 40.     | 45.    | I know that my Redeemer liveth                 | Ich weiß, dass mein Erlöser lebet                     | Aria (Sopran)                          |                                      |                                      |
| 41.     | 46.    | Since by man came death                        | Wie durch einen der Tod                               | Kör                                    |                                      |                                      |
| 42.     | 47.    | Behold, I tell you a mystery                   | Merkt auf!                                            | Accompagnato (Bas)                     |                                      |                                      |
| 43.     | 48.    | The trumpet shall sound                        | Sie schallt, die Posaun'                              | Aria (Bas)                             |                                      |                                      |
|         | 49.    | Then shall be brought to pass                  | Dann wird erfüllt                                     | Recitativ (Alt)                        |                                      |                                      |
| 44.     | 50.    | O death, where is thy sting?                   | O Tod, wo ist dein Pfeil                              | Duett (Alt, Tenor)                     |                                      |                                      |
| 45.     | 51.    | But thanks be to God                           | Doch Dank sei Dir Gott                                | Kör                                    |                                      |                                      |
| 46.     | 52.    | If God be for us                               | Wenn Gott ist für uns                                 | Aria (Sopran)                          |                                      |                                      |
| 47.     | 53.    | Worthy is the Lamb / Amen                      | Würdig ist das Lamm / Amen                            | Kör                                    |                                      |                                      |
| Övrigt  | Övrigt | Alternativa versioner                          | Alternativa versioner                                 | Alternativa versioner                  | Alternativa versioner                | Alternativa versioner                |
| 6a.     |        | But who may abide                              | Doch wer mag ertragen den Tag seiner Ankunft          | Aria (Bas)                             |                                      |                                      |
|         |        | But who may abide                              | Doch wer mag ertragen den Tag seiner Ankunft          | Recitativ (Alt)                        |                                      |                                      |
| 13a.    |        | But lo, the angel of the Lord                  | Und sieh! Der Engel des Herrn trat zu ihnen           | Arioso (Sopran)                        |                                      |                                      |
| 16a.    |        | Rejoice greatly, O daughter of Zion            | Erwach' zu Liedern der Wonne                          | Aria (Sopran)                          |                                      |                                      |
|         |        | Then shall the eyes of the blind               | Dann tut das Auge des Blinden sich auf                | Recitativ (Sopran)                     |                                      |                                      |
| 17a.    |        | He shall feed His flock                        | Er weidet seine Herde                                 | Aria (Sopran)                          |                                      |                                      |
| 32a.    |        | Thou art gone up on high                       |                                                       | Aria (Bas)                             |                                      |                                      |
| 32b.    |        | Thou art gone up on high                       |                                                       | Aria (Sopran)                          |                                      |                                      |
| 34b.    |        | How beautiful are the feet                     | Wie lieblich ist der Boten Schritt                    | Aria (Alt)                             |                                      |                                      |
|         |        | Thou shalt break them                          |                                                       | Recitativ (Tenor)                      |                                      |                                      |

Ett fullständigt framförande tar 2—2½ timma. Äldre skivinspelningar kan ta upp till 3 timmar. Det är vanligt att de sista ariorna och duetterna, utom slutkören, utesluts.

## Mozarts nyorkestrering
Mozart, som kom i kontakt med Händels musik genom baron Gottfried van Swieten och kretsen kring honom, gjorde på 1780-talet en nyorkestrering av verket som starkt bidrog till att göra det känt i Europa. Under lång tid användes Mozarts orkestrering parallellt med Händels, men numera används oftast Händels version, i den slutliga utgåva som han fastställde för ett uppförande i London 1754.